# Tchoracochirus verrucifer
Tchoracochirus verrucifer – gatunek chrząszcza z rodziny kusakowatych i podrodziny Osoriinae.
Gatunek ten opisany został w 1895 roku przez Charlesa A. A. Fauvela jako Leptochirus verrucifer.
Ciało długości 11 mm, skąpo owłosione, czarne z 1., 6. i 7. segmentem odwłoka, odnóżami oraz nasadą czułek czerwonymi, a głaszczkami i stopami rudoceglastymi. Głowa i przedplecze matowe, pokrywy trochę, a odwłok bardziej błyszczący. Na nadustku dwa małe zęby. Wierzchołek żeberka czułkowego szeroko zakrzywiony, a przód głowy głęboko wydrążony. Ciemię bruzdowane. Na przedpleczu pępkowate, a na pokrywach duże i uszczecinione punkty.
Chrząszcz ten znany jest z indyjskiego stanu Arunachal Pradesh oraz z Mjanmy.